# Bad Bunny
Bad Bunny, artistnamn för Benito Antonio Martínez Ocasio, född 10 mars 1994 i San Juan, Puerto Rico är en puertoricansk sångare, rappare och låtskrivare. 
Bad Bunny fick sitt genombrott år 2017 och har sedan dess blivit en av de mest framstående artisterna inom den latinamerikanska musikbranschen. Hans mångsidiga musikstil omfattar reggaeton, latin och trap. Han har kommit att kallas "King of Latin Trap".
Bad Bunny inledde sin karriär genom att ladda upp sina låtar på SoundCloud. Han fick snabbt uppmärksamhet och år 2017 släppte han sin debutsingel "Soy Peor", som blev en framgång och banade väg för hans fortsatta karriär. Sedan dess har Bad Bunny släppt flera album och singlar och bland hans mest kända låtar finns "Diles", "Sensualidad", "Amorfoda", "Mía", och "La Noche de Anoche".
Bad Bunny är den första icke-engelskspråkiga artisten som blivit Spotifys mest spelade artist under året. En position han hade 2020–2022. Fram till december 2023 var hans album Un Verano Sin Ti (2022) det mest spelade albumet på Spotify med över 14 miljarder spelningar.